# Жумабеков, Камза Бижанович
Камза Бижанович Жумабеков (каз. Қамза Бижанұлы Жұмабеков 25 октября 1928, Павлодарский район Павлодарской области, Казахская ССР, СССР — 25 октября 2017, Алма-Ата, Казахстан) — казахский советский партийный и государственный деятель. Председатель Джезказганского облисполкома (1973—1988), кандидат сельскохозяйственных наук.

## Биография
Родился 25 октября 1928 года в селе Шакат Павлодарского района Павлодарской области. Происходит из рода кожа.
В 1952 году окончил Алма-Атинский зооветеринарный институт по специальности «учёный зоотехник».
В 1963 году окончил Высшая партийная школа при ЦК КПСС.

## Трудовая деятельность
Трудовую деятельность начал в 1941 году рабочим совхоза «Шакат» Павлодарской области.
С 1946 по 1960 годы — зоотехник совхоза, главный зоотехник совхоза, председатель колхоза, председатель совхоза, директор совхоза, председатель совхоза.
В 1961 году был приглашен на работу в аппарат Центрального комитета Компартии Казахстана, работал инструктором, заместителем заведующего сельскохозяйственным отделом ЦК Компартии Казахстана.
С 1968 по 1973 годы — Избран секретарем, вторым секретарем Карагандинского обкома партии.
С 1973 по 19988 годы — Председатель Джезказганского облисполкома.
С 1988 года персональный пенсионер.
Скончался 25 октября 2017 года в Алматы.

## Выборные должности, депутатство
С 1971 по 1974 годы — Депутат Верховного Совета Казахской ССР VIII созыва.
С 1975 по 1979 годы — Депутат Верховного Совета Казахской ССР IX созыва.
С 1980 по 1984 годы — Депутат Верховного Совета Казахской ССР X созыва.
С 1985 по 1989 годы — Депутат Верховного Совета Казахской ССР XI созыва.
Избирался делегатом ХХV, XXVI и XXVII съездов КПСС, XIX Всесоюзной партийной конференции, XI Всесоюзного съезда профессиональных союзов.
Избирался членом Центрального Комитета на XIII, XIV, XV, XVI съездах Компартии Казахстана.

## Награды и звания
- СССР
- 1966 — Орден «Знак Почёта»
- 1971 — Орден Трудового Красного Знамени
- 1974 — Орден Трудового Красного Знамени
- 1980 — Орден Дружбы народов
- Медаль «В ознаменование 100-летия со дня рождения Владимира Ильича Ленина» (1970)
- Медаль «За освоение целинных земель»
- Медаль «За трудовую доблесть»
- Медаль «Ветеран труда»
- Медаль «За доблестный труд в Великой Отечественной войне 1941—1945 гг.»
- Награждён Почётной грамотой Верховного Совета Казахской ССР (дважды)
- Казахстан
- Указом Президента Республики Казахстан награждён орденом «Курмет»
- 2001 — Медаль «10 лет независимости Республики Казахстан»
- 2005 — Медаль «50 лет Целине»
- 2011 — Медаль «20 лет независимости Республики Казахстан»
- Почётный гражданин Карагандинской области, города Жезказган, Павлодарского района и др.